# Caesio teres
Caesio teres är en fiskart som beskrevs av Seale, 1906. Caesio teres ingår i släktet Caesio och familjen Caesionidae. Inga underarter finns listade.